# 4 Andromedae
4 Andromedae , abreviado 4 And , é uma única estrela na constelação de Andrômeda. 4 Andromedae é a designação de Flamsteed . É vagamente visível a olho nu com uma magnitude visual aparente de 5,308. Com base em um deslocamento anual de paralaxe de 9,7, visto da órbita da Terra, está localizado a 337 anos-luz de distância. A estrela está se aproximando com uma velocidade radial heliocêntrica de -11 km/s.  Tem um companheiro visual de magnitude 11,7 em uma separação angular de 51,10 ″ ao longo de um ângulo de posição de 348°, a partir de 2002.
Com 2,2 bilhões de anos, esta é uma estrela gigante envelhecida com uma classificação estelar de K5 III,  tendo consumido o hidrogênio em seu núcleo e evoluído para longe da sequência principal . Tem 1,6 vezes a massa do Sol e se expandiu para 26 vezes o raio do Sol . A estrela está irradiando 170  vezes a luminosidade do Sol a partir de sua fotosfera ampliada a uma temperatura efetiva de 4.275 K.